# Colombiès
Colombiès é uma comuna francesa na região administrativa de Occitânia, no departamento de Aveyron. Estende-se por uma área de 55,23 km². Em 2010 a comuna tinha 918 habitantes (densidade: 16,6 hab./km²).